# Греки в Албанії
Греки Албанії (грец. Ελληνική Μειονότητα στην Αλβανία, алб. Minoriteti Grek në Shqipëri) — найбільша етномовна меншина сучасної Албанії. Зосереджені на півдні країни, в області Північний Епір.
Загальна чисельність близько 200 тис. чол. (перепис), близько 5% населення країни. Грецька сторона оцінює громаду у 400 тис. чол.
Проживають на території Албанії з часів ранньої античності. У Середні століття греки інтенсивно переселялися до високогірних районів, а албанці-арнаути мігрували у долини. Після розпаду Османської імперії у 1913 р. грецькі області були зайняті грецькою армією але за наполяганням Австрії та Італії були включені до складу незалежної Албанії. У наступні роки Першої світової війни грецька армія знову вступила до Північного Епіру і знову залишила його у результаті дипломатичних акцій європейських урядів. Незадоволене розвитком подій місцеве грецьке населення зробило спробу самовизначення. Автономна Республіка Північного Епіру існувала на півдні Албанії у 1913–1914 роки. Автономний грецький район на півдні Албанії закріпив Протокол Корфу у 1913 році, але після 1921 його приписи албанською владою не дотримувалися.
Становище православної грецької громади покращилось після 1991 року. У даний час грецька мова широко поширена в Албанії, оскільки албанські економічні мігранти активно переселяються до Греції.